# بخش چارلستون (شهرستان تیوگا، پنسیلوانیا)
بخش چارلستون (به انگلیسی: Charleston Township) یک منطقهٔ مسکونی در ایالات متحده آمریکا است که در شهرستان تیوگا، پنسیلوانیا واقع شده‌است. بخش چارلستون ۱۳۵٫۹۸ کیلومتر مربع مساحت دارد.